# История Руанды
История Руанды — история Республики Руанда, а также существовавших ранее на территории этой страны других государственных образований, колониальных владений и иных человеческих общностей.
Территория Руанды была заселена человеком не позднее последней ледниковой эпохи, а возможно и ранее — в период раннего или среднего неолита около 6000 года до нашей эры. В это время здесь существовали стоянки охотников и собирателей — пигмеев тва. Затем состоялась одна или несколько крупных миграций, в результате которой на территорию страны пришли остальные два народа страны — хуту и тутси. В то время здесь, как и на всей территории Великих озёр Африки господствовала клановая система. 
С середины XIV века на территории были образованы несколько племенных княжеств, которые к концу века слились в единое королевство под властью племени тутси. Государство достигло территориального апогея во времена короля Кигели IV. Одновременно с этим королевство стало развитым и закрытым для внешнего мира феодальным государством. 
В 1861 году территория Руанды была открыта для европейцев британским генералом Спиком, а после раздела Африки на Берлинской конференции завоёвана Германией. По итогам первой мировой войны перешла в качестве мандатной территории Бельгии. 
Антиколониальные настроения, вкупе с волнениями внутри общности хуту, привели к предоставлению Руанде национальной независимости со стороны Бельгии в 1961 году. Прямые выборы в парламент и революция привели к установлению власти хуту при президенте Грегуаре Кайибанде. Этническая и политическая напряженность усилились, когда в 1973 году власть захватил Жювеналь Хабьяримана, также хуту. 
В 1990 году повстанцы Руандийского патриотического фронта (РПФ), состоявшего в основном из тутси, бежавших из страны в годы революции и в последующие десятилетия репрессий, вторглись в страну, развязав гражданскую войну. Убийство президента Хабьяриманы стало катализатором для начала геноцида 1994 года, в результате которого погибли сотни тысяч тутси, умеренных хуту и тва. РПФ в итоге одержал победу в гражданской войне.  Миллионы хуту бежали из страны, осев в крупных лагерях беженцев в соседнем Заире (ныне ДР Конго). Эти лагеря были расформированы в 1996 году в результате вторжения, спонсированного РПФ, в ходе которого была свергнута диктатура Мобуту и развязана общеафриканская война.  Лишь к 2004 году внутриполитическая ситуация в стране нормализовалась. 

## Заселение человеком и ранняя история

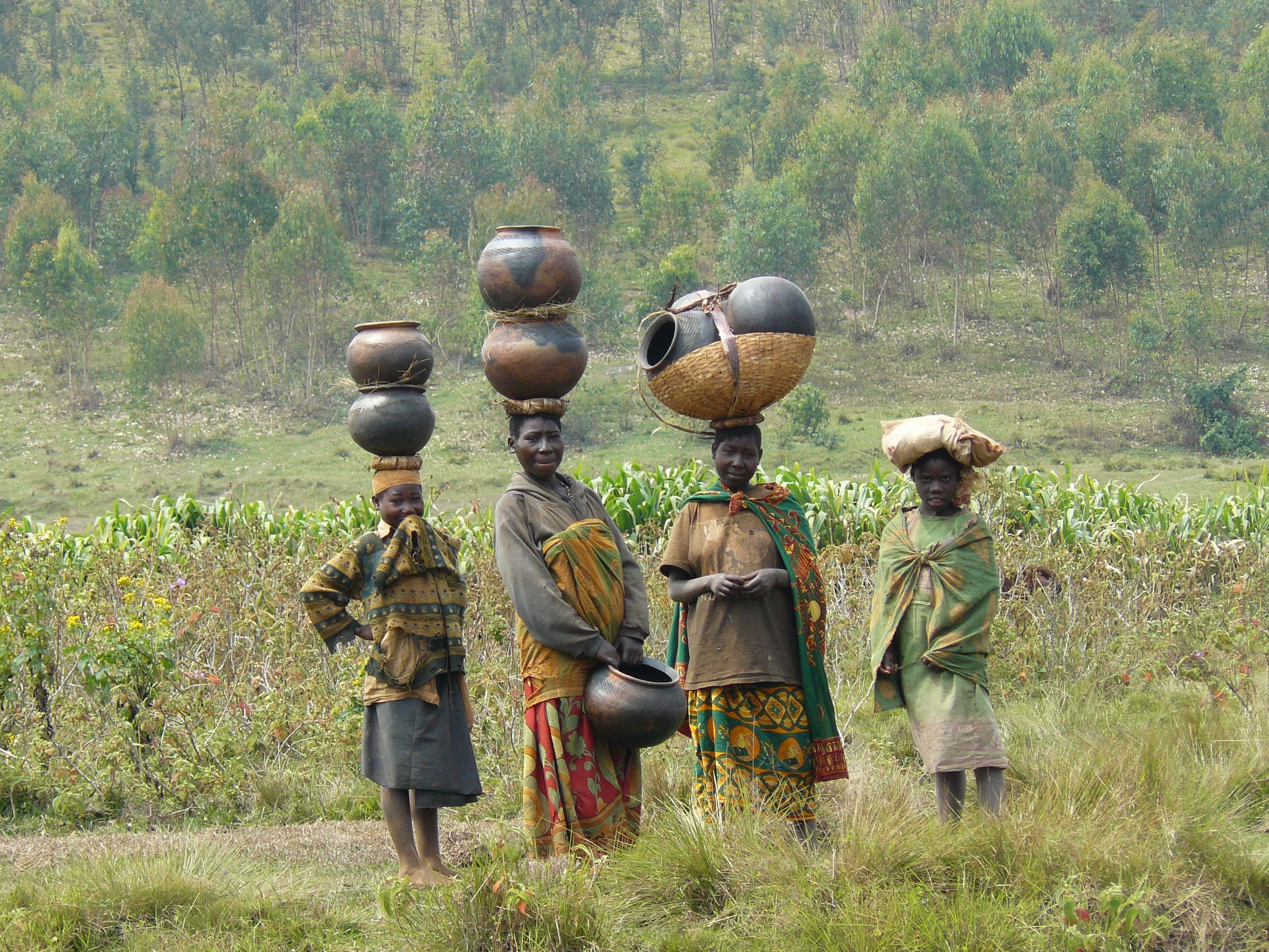
Женщины тва с традиционной керамикой.

Территория современной Руанды была цветущей и плодородной в течение многих тысяч лет. Когда она была заселена людьми достоверно неизвестно, но считается, что человек пришел в этот район не позднее последней ледниковой эпохи. Наиболее ранней из возможных дат считается период неолита, около 6000 года до нашей эры. Наиболее поздним из возможных периодов заселения — африканский влажный период, около 3000 года до нашей эры. Первоначальным, исконно аборигенным населением региона считаются низкорослые пигмеи племени тва — лесные охотники и собиратели, чьи потомки до сих пор живут в Руанде.
С 1950 года на территории Руанды проводились многочисленные раскопки. Благодаря им в земле были найдены многочисленные орудия труда из железа и меди, а также керамическая посуда. Это свидетельствует о том, что в железном веке на территории страны сильно возросло количество поселений, а также о том, что тва занимались не только охотой и собирательством, но и ремёслами.
Около 2000 года до нашей эры состоялась большая миграция племён банту. Эти племена исконно вели земледельческий образ жизни, в связи с чем им требовались новые земли взамен истощённых. Они стали расчищать угодья, вырубая леса, в которых жили охотой и собирательством пигмеи. Несмотря на ожесточённое сопротивление, последние вытеснялись всё дальше на север. Вопрос о том, кем же были эти племена, остаётся спорным как в современной Руанде, так и в научном сообществе в целом. По одной из версий, основу этой группы составили племена хуту или их предки, а племена тутси пришли позже, с севера, вероятно из района притоков главной реки Африки — Нила, таким образом являясь потомками нило-кушитов или оромо (по устаревшему произношению — хамитов). В её пользу говорит и то, что хуту являются земледельцами, а тутси — скотоводами. По другой теории, обе общности мигрировали в одно время и с одного места, с юга Африки. Таким образом, они обе принадлежат к негроидам банту, а все сложившиеся между ними различия — лишь исход дальнейших событий, когда хуту стали прислугой и «людьми второго сорта» при господстве тутси. Этой же теории придерживается и правительство Руанды. Так или иначе, временем, когда народы окончательно разделились, и хуту стали себя действительно воспринимать отдельным народом, считается лишь 1000 год нашей эры. В пользу этой теории говорит также и то, что оба народа говорят на одном языке, при этом этот язык принадлежит к группе банту. Алексис Кагаме, руандийский лингвист, чьи исследования лежали в области этнографии и этнофилософии населения Руанды, в 1954 году писал о том, что народы говорили на одном языке ещё в начале тысячелетия и достаточно странным является то обстоятельство, что победители из притоков Нила приняли язык побеждённых.
Наиболее древней системой организации племён на территории всех Великих африканских озёр были так называемые ubwoko, кланы. Бурундийский историк, профессор Эмиль Мвороха в своём труде 1971 года пишет о том, что на территории Великих озёр Африки изначально было около 11 кланов. Они селились преимущественно близ воды, где земли были плодороднее и было проще и выгоднее заниматься как земледелием, так и скотоводством. Также в те годы национальные различия не играли никакой роли в жизни кланов — в них были представители всех трёх основных национальностей, которых составляют народ Руанда. Со временем количество кланов стало возрастать, и к XV веку их было уже более сотни.

## Доколониальный период
К XV веку хуту и тутси организовал ряд мелких государств. Согласно Оготу, их было по крайней мере три. Старейшее государство, которое не имело названия, было, вероятно, создано кланом Синга и занимало большую часть современной Руанды, кроме северных районов. Государство Мубари также покрывало обширную территорию. Наконец, государство Гисака в юго-восточной Руанде было весьма сильным и сохраняло свою независимость до середины XIX века.

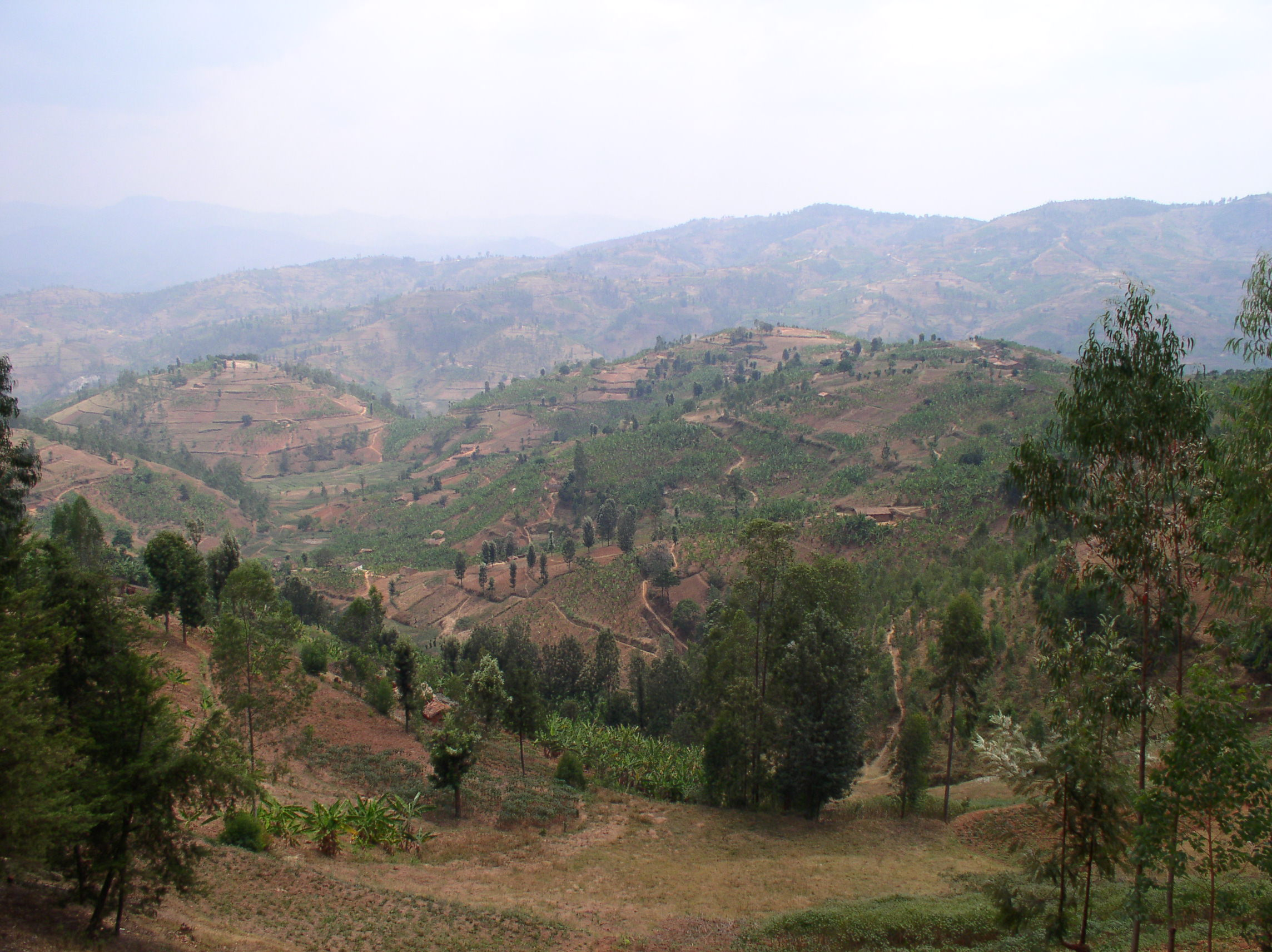
Ландшафт в окрестностях Гитарамы.

В XIX веке государство тутси и хуту стало гораздо более централизованным. Расширение его территории продолжалось, достигнув берегов озера Киву. Это расширение происходило не столько за счёт военных завоеваний, сколько благодаря естественной миграции населения в результате развития сельского хозяйства. Вскоре по приказу мвами вдоль уязвимых границ стали обустраивать лагеря воинов для предотвращения вторжений. Только в отношению другим хорошо развитых государств, таких как Гисака, Бугесера и Бурунди, экспансия осуществлялось силой оружия.
В условиях монархии дисбаланс между хуту и тутси стал ещё более очевиден. Политическое господство тутси обеспечивалось за счёт власти мвами — короля. Король рассматривался как полу-божественное существо, ответственное за процветание страны. Символом короля был Калинги — священный барабан.
Мвами создали себе опору, контролируя более ста крупных поместий. В королевской собственности находились банановые деревьев и большое поголовье крупного рогатого скота; поместья были основой богатства правителей. В государственной иерархии ниже мвами стоял был Совет великих вождей тутси, batware b’intebe, в подчинении которым находилась группа более мелких чиновников, которые по большей части ведали скотом и земельными ресурсами за пределами королевского домена. Более 95 % всех чиновников были из племени тутси.
Также важную роль играли военачальники, имевшие контроль над пограничными районами. Они выполняли как оборонительные, так и наступательные функции, защищая границу и совершая грабительские рейды против соседних племен. Наконец, Biru, или «Совет стражей», был также важной частью администрации. Этот орган состоял из родовитых тутси и ведал судебными вопросами.
Местом единения тутси и хуту была армия. Соприкосновение двух племен в военных лагерях привело к тому, что на определённом этапе тутси переняли язык хуту. Имеющиеся сведения свидетельствуют о том, что отношения между двумя племенами были в это время в основном мирными.
Традиционная система местного правосудия называлась  Gacaca и преобладала в большинстве стран региона в качестве института для разрешения конфликтов, отправления правосудия и примирения. Король тутси был верховным судьёй. Несмотря на традиционный характер судебной системы, она долгое время поддерживала сплоченность Руанды как государства.
Различия между этническими группами обострились в период колониального господства.

## Колониальная эра
Руанда долгое время была закрыта для европейцев. Первым европейцем, ступившим на руандийскую землю был австриец Оскар Бауман в 1892 году, экспедицию которого оплатило «Германское восточноафриканское общество для колонизации». В отличие от большей части Африки, судьба Руанды и региона Великих Африканских озёр не была урегулирована в 1884 году на Берлинской конференции. Однако уже в 1890 году Брюссельская конференция постановила передать земли Руанды и Бурунди под протекторат Германии в обмен на её отказ от претензий на Уганду. На западные территории двух королевств предъявила также претензии Бельгия, но после нескольких пограничных стычек в 1900 году были установлены окончательные границы колоний.
В 1894 году мвами Рутариндва унаследовал королевство от своего отца Кигели IV, но многие из королевского совета были этим недовольны. Произошел бунт, и королевская семья была убита. Трон унаследовал Юхи V Мусинга, имевший родственные связи с королевской семьёй через свою мать и дядю, однако в среде его подданных сохранялось недовольство.

### Германская Восточная Африка (1895—1919)
Первым немцем, посетившим и изучавшим Руанду, был граф Густав Адольф фон Гётцен — с 1893 по 1894 годы он возглавлял экспедицию, исследовавшую внутренние районы колонии Танганьика. Гётцен путешествовал по Руанде, встречался с мвами в его дворце в Ньянзе, и в конечном итоге достиг озера Киву на западной окраине королевства. Имея всего 2 500 солдат в Восточной Африке, Германия мало что смогла сделать для изменения социальной структуры в регионе.
В 1897 году немецкие колонизаторы и миссионеры прибыли в Руанду. Руандийцы были разделены — часть королевского двора была обеспокоена визитом европейцев, другие полагали, что немцы могут быть хорошей альтернативой доминированию Буганды или Бельгии. В итоге возобладало второе мнение, позволившее немцам закрепиться в стране. В целом Руанда оказала европейским колонизаторам значительно меньшее сопротивление, чем, к примеру, Бурунди.
В первые годы после этого немцы практически не контролировали мало регион и полностью зависели от коренного населения. Немцы не поощряли модернизацию и централизацию власти. Вместо этого, рассматривая регион как источник доходов, они ввели новые налоги. Этими налогами обложили сельскохозяйственную продукцию, в первую очередь, кофе.
В духе популярной в то время в Европе теории научного расизма немцы были одержимы идеей классификации людей на группы. Они полагали, что правящий класс тутси был изначально иным расовым типом, чем хуту, и был более близок по происхождению к европейцам. Доказательством тому, по мнению немецких ученых, был более высокий рост тутси в сравнении с хуту. Следуя этим представлениям, европейцы благоприятствовали тутси, выдвигая их на высокие посты и стремясь закрепить их господство над хуту. В конце концов расовая сегрегация и провозглашение господства одного племени, одной расы над другими утвердилась в Руанде.
Немцы привнесли в регион элементы капитализма. Так, хуту стали рассматривать деньги в качестве замены крупному рогатому скоту как символу благополучия. Некоторые из них накапливали сбережения и добивались материального процветания, что не устраивало тутси. В итоге мвами ввел новые налоги для хуту.
К 1899 году немцы разместили своих советников при дворах местных вождей. В 1905—1907 годах немцы были заняты подавлением восстаний в Танганьике, особенно восстания Маджи-Маджи. 14 мая 1910 года Брюссельская конвенция зафиксировала границы Уганды, Конго и Германской Восточной Африки, которая включала в себя Танганьики и Руанду-Урунди. В 1911 году немцы помогли тутси подавить восстание хуту в северной части Руанды, где хуту представляли абсолютное большинство.

### Бельгийское правление (1922—1945)
В 1915 году, в ходе Первой мировой войны, бельгийские войска вторглись на территорию Руанды с территории Бельгийского Конго и полностью её захватили в 1916 году. В 1918 году, по решению Лиги Наций, Руанда стала протекторатом Бельгии. Бельгийцы образовали из Руанды и Бурунди протекторат Руанда-Урунди. Часть территории Германской Восточной Африки была присоединена к Танганьике, контроль над которой был передан англичанам. В ходе военной кампании с 1923 по 1925 годы мвами руанды при поддержке бельгийцев присоединил небольшие царства Кингого, Вуширу, Букунзи и Бусозо.
Бельгийское правительство продолжало полагаться на структуры власти тутси при управления страной, хотя они стали принимать более активное участие в развитии образования и сельского хозяйства. Бельгийцы ввезли в страну маниоку, кукурузу и ирландский картофель, чтобы увеличить производство продуктов питания для фермеров. Это было особенно важно в условиях двух засух и последующего голода в 1928—1929 и в 1943—1944 годах. Во время второго голода, известного как голод Рузагайура, погибло от одной пятой до одной трети населения. Кроме того, многие руандийцы мигрировали в соседний Конго, усугубляя и без того нестабильную ситуацию там.

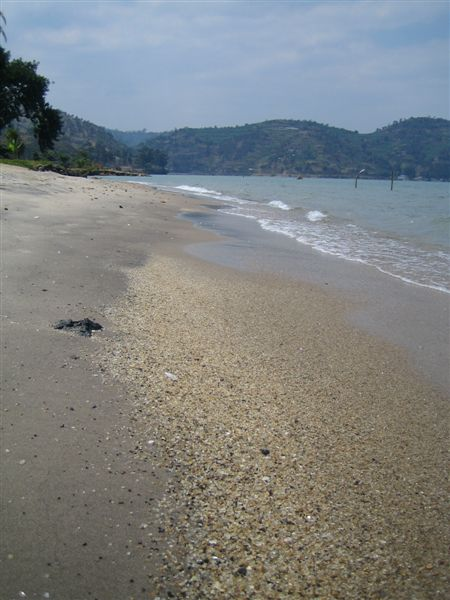
Пляж озера Киву в окрестностях города Гисеньи.

Бельгийцы желали сделать свою колонию прибыльной. Они закрепили кофе в качестве основной товарной культуры и использовали систему принудительного труда при его выращивании. Каждый крестьянин был обязан выделить определённый процент своей земли под выращивание кофе, контролировать это бельгийцам помогали их союзники-тутси. Возродилась система барщины, которая существовала при короле Рвабугири. Этот принудительный труд и система жесточайшей эксплуатации населения были осуждены многими государствами на международном уровне и были чрезвычайно непопулярны в Руанде. Сотни тысяч жителей Руанды иммигрировали в британский протекторат Уганда, который был намного богаче и не проводил подобную политику.
Бельгийское правление усилило этническую рознь между тутси и хуту. Европейцы поддержали власть тутси. В связи с развитием в Европе евгеники колониальное правительство забеспокоились с различиями между хуту и тутси. Ученые прибыли для измерения черепов жителей — и, таким образом, по их мнению, — размеров их мозга. Черепа тутси оказались больше, они были выше, и их кожа была светлее. В результате этого европейцы пришли к убеждению, что тутси имели «кавкасионную» родословную и были, таким образом, этнически «выше» хуту. Каждый гражданин получил расовое удостоверение личности, которое юридически разделило хуту и тутси. Тутси поверили в миф о своём расовом превосходстве. В 1920-е годы бельгийские этнологи проанализировали измеренные черепа тысяч жителей Руанды по расовым критериям, которые впоследствии были использованы нацистами.
Бельгийцы поделили население на категории, учитывая не только этническую принадлежность, но и благосостояние. Они использовали метод классификации в зависимости от количества скота в собственности у лица. Любой человек, имевший десять или более голов крупного рогатого скота, считался членом класса тутси. В разделении населения участвовала и католическая церковь: она разработала раздельную систему образования для каждого племени, хотя на протяжении 1940—1950-х годов подавляющее большинство учащихся были тутси.
Разбиение населения на категории возмутило мвами Юхи IV, который надеялся на дальнейшее укрепление своей власти, чтобы избавиться от бельгийцев. В 1931 году интриги тутси против бельгийской администрации привели к свержению мвами. Тутси ополчились на бельгийцев, но испугались их военного превосходства бельгийцев и открыто не восстали. Йухи сменил Мутара III, тоже тутси. В 1943 году он стал первым мвами, принявшим католицизм.
После Второй мировой войны Руанда-Урунди стала подопечной территорией Бельгии по мандату ООН. Реформы, проведённые бельгийцами в 1950 году, способствовали росту демократических политических институтов, но встретили сопротивление со стороны традиционалистов тутси, которые видели в них угрозу своему положению.
С конца 1940-х годов король Рудахигва, тутси с демократическими взглядами, отменил систему принудительного труда и перераспределил скот и землю. Хотя большинство пастбищных земель остались под контролем тутси, хуту начали чувствовать себя более свободными от господства тутси. По итогам реформ тутси уже не пользовались полным контроль над скотом — главной мерой богатства в руандийском обществе. Таким образом, несмотря на свою демократическую направленность, реформы способствовали этнической напряженности.
Мвами Мутара принял меры, чтобы положить конец дестабилизации и хаосу. Мутара реализовал несколько важных реформ. В 1954 году он разделил земли между хуту и тутси и договорился об отмене долговой кабалы (ubuhake).

### Раздор и движение к независимости
В 1950-х и начале 1960-х годов волна панафриканизма прокатилась по Центральной Африке. Её идеологами были Джулиус Ньерере в Танзании и Патрис Лумумба в Конго. Антиколониальные настроения нарастали по всей Центральной Африке, будучи подкреплёнными социалистической доктриной, провозглашавшей единство и равенство.
Панафриканистские идеи с воодушевлением были восприняты хуту. Грегуар Кайибанда основал националистическую партию Пармехуту под лозунгами освобождения и равноправия хуту. В 1957 году он написал «Манифест хуту». Его партия быстро стала военизированной. В ответ в 1959 году тутси сформировали партию УНАР (UNAR), продвигавшую идею независимости Руанда-Урунди при главенстве монархии тутси. Эта группа также стала вооружаться. Вскоре начались стычки между членами двух партий. В июле 1959 года, когда мвами Мутара III умер после плановой вакцинации, некоторые тутси решили, что он был убит. Его младший сводный брат стал очередным монархом под именем Кигели V.
В ноябре 1959 года тутси попытались убить Кайибанда. Слухи о гибели политика хуту Доминика Мбоньомутва от рук тутси, стали поводом к началу вооружённых столкновений между двумя этно-социальными группами. Восстание хуту удалось: было убито от 20 до 100 000 тутси. Тысячи тутси, в том числе мвами, бежали в соседнюю Уганду до того, как в страну прибыли бельгийские коммандос для прекращения насилия. Лидеры тутси обвинили бельгийцев в подстрекательстве хуту к восстанию. Специальная комиссия ООН оценила эти события как проявление расизма по отношению к национальному меньшинству — тутси, и отметила ряд дискриминационных действий со стороны бельгийских властей.
Восстание 1959 года серьёзно изменило политическую жизнь Руанды. Около 150 000 тутси были изгнаны из страны и нашли убежища в соседних странах. Многие из этих беженцев находились в эмиграции вплоть до начала 90-х годов. Из числа беженцев в первом и втором поколениях позднее вербовались кадры для РПФ. Тутси, оставшиеся в Руанде, были исключены из политической власти, перешедшей в руки хуту.
В 1960 году правительство Бельгии согласилось провести демократические муниципальные выборы в Руанда-Урунди. Большинство хуту избрали в Национальную Ассамблею своих представителей. Монархия тутси была упразднена. Бельгийский усилия по созданию независимого государства Руанда-Урунди с одинаковой ролью тутси и хуту в политической и социальной сферах, не увенчались успехом. По настоянию ООН бельгийское правительство разделило Руанда-Урунди на два независимых государства — Руанду и Бурунди.

## Власть хуту
25 сентября 1961 года состоялся референдум, на котором был поставлен вопрос — следует ли Руанде стать республикой или надлежит сохранить монархию. Граждане проголосовали за республику. После парламентских выборов 1961 года премьер-министром стал Грегуар Кайибанда. Избежавший гибели Мбоньюмутва был объявлен первым председателем переходного правительства.
Между 1961 и 1962 годами партизанские группы тутси провели ряд нападений на территорию Руанды из соседних стран. Руандийские войска провели контрнаступление, в результате которого ещё несколько тысяч человек с обеих сторон были убиты.
С 1 июля 1962 года Бельгия, под надзором ООН, предоставила полную независимость Руанде и Бурунди. Руанда официально стала республикой с преобладанием партии Пармехуту в парламенте, постепенно приобретавшей полный контроль над национальной политикой. В 1963 году партизаны тутси напали на провинцию Бугесера из Уганды, Республики Конго и Бурунди, что привело в столкновениям, в результате которых было убито около 14 тысяч человек. Экономический союз между Руандой и Бурунди был расторгнут, а напряженность в отношениях между двумя странами усугубилась. Грегуар Кайибанда объявил Руанду однопартийной страной.
Кайибанда в 1962 году стал первым избранным президентом Руанды. Он установил официальные отношения с 43 странами, в том числе США. Несмотря на достигнутый прогресс во внутренней политике, коррупция сводила к нулю эффект от преобразований.
Администрация Кайибанды установили квоты, чтобы попытаться увеличить количество хуту в школах и на государственной службе. Эти усилия в конечном итоге вели к маргинализации тутси. Им было выделено только девять процентов мест в средней школе и университетах. Квоты также распространялись на государственную службу. Высокий уровень безработицы приводил к жесткой конкуренции за каждое рабочее место, что увеличило этническую напряженность. Правительство Кайибанды также продолжало политику бельгийского колониального правительства, вернув этнические удостоверения личности и запретив «смешанные» браки.
Наконец, правительство всячески подавляло политическую оппозицию. Оно запретило политические партии тутси УНАР и РАДЕР (RADER). Боевики хуту стали использовать уничижительный термин «иньензи» (руанда inyenzi) — тараканы, чтобы охарактеризовать повстанцев тутси, проникавших в страну.
Католическая церковь была тесно связана с Пармехуту. Через церковь правительство поддерживало связи со своими сторонниками в Бельгии и Германии.
5 июля 1973 года министр обороны генерал-майор Жювеналь Хабьяримана в результате путча сверг Кайибанду. Хабьяримана приостановил действие конституции, распустил Национальное собрание и наложил строгий запрет на любую политическую деятельность.

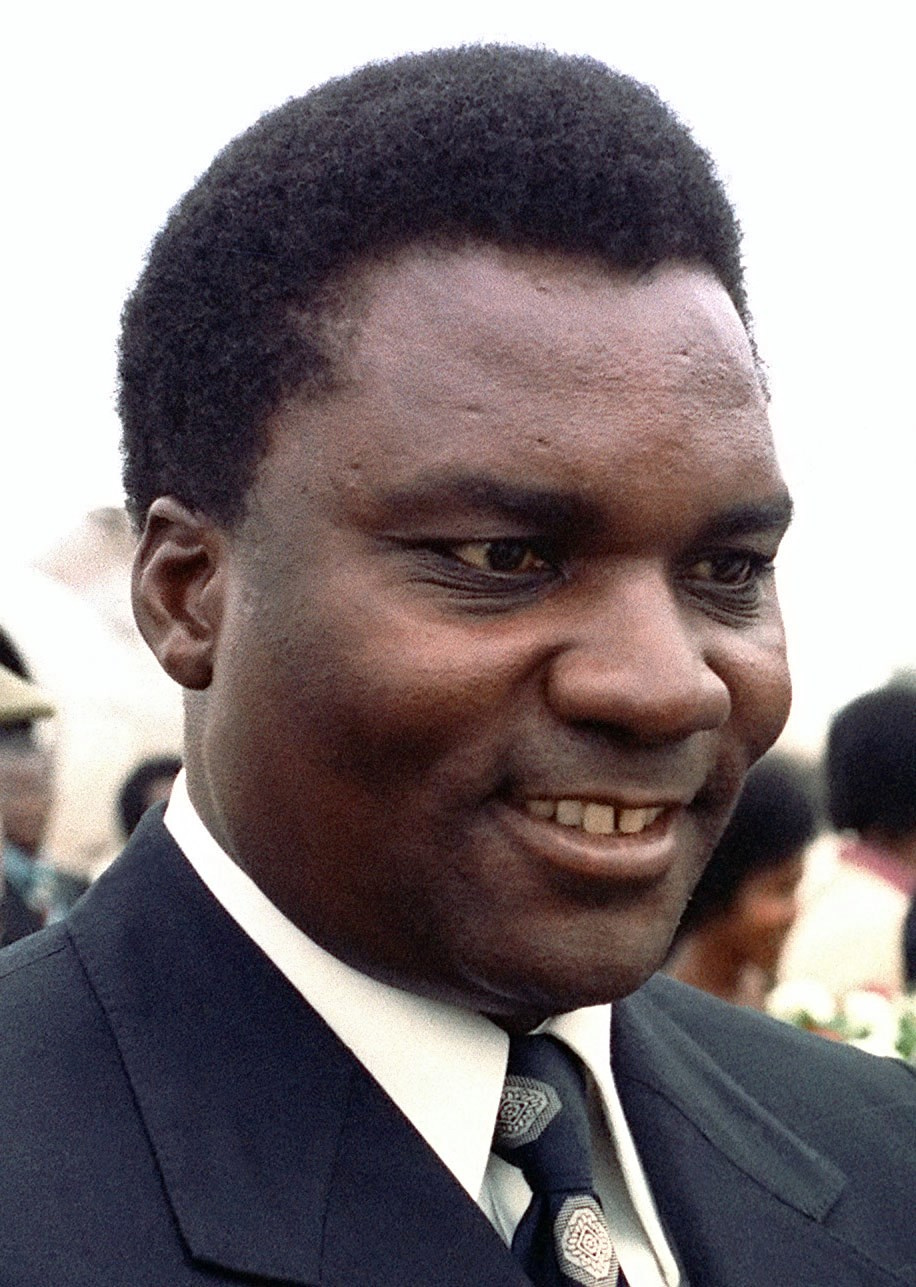
Жювеналь Хабьяримана.

Первоначально Хабьяримана отменил систему квот, завоевав тем самым симпатии тутси. Тем не менее, это не продлилось долго. В 1974 году общественный резонанс приобрело обсуждение мысли о том, что тутси чрезмерно представлены в профессиональных областях, таких как медицина и образование. Тысячи тутси были вынуждены уйти в отставку со своих должностей, многие из них покинули страну. В результате вспышки насилия несколько сотен тутси были убиты. Постепенно Хабьяримана вернулся к методам своего предшественника, усиливавших вражду между двумя племенами.
В 1975 году президент Хабьяримана сформировал Национальное республиканское движение за демократию и развитие (НРДР), чьи официальные цели заключались в пропаганде мира, единства и национальном развитии. Партия Пармехуту была распущена.
НРДР стало основой однопартийной системы, провозглашённой в принятой на референдуме 1978 года новой конституции. Через несколько недель последовали президентские выборы. Хабьяримана как глава НРДР был единственным кандидатом в избирательных бюллетенях. Он был переизбран на выборах 1983 и 1988 годов, каждый раз в качестве единственного кандидата. Отвечая на общественное давление, президент Хабьяримана объявил в июле 1990 года о своём намерении превратить однопартийное государство в многопартийную демократию.

### Связь с событиями в Бурунди
Ситуация в Руанде была тесно связана с ситуацией в соседней Бурунди. Обе страны были заселены преимущественно хуту, однако неподконтрольная правительству армия тутси на протяжении десятилетий базировалась в Бурунди. После убийства Луи Рвагасоре его партия УПРОНА была разделена на фракции тутси и хуту. Премьер-министр тутси был избран монархом, но год спустя, в 1963 году, он был вынужден назначить премьер-министром хуту, Пьера Нгендандумве, чтобы усмирить недовольство хуту. Тем не менее, монарх вскоре заменил его другим принцем тутси. На первых выборах в законодательные органы Бурунди в 1965 году Нгендандумве был избран премьер-министром. Он был очень скоро убит экстремистом тутси, и его сменил другой хуту, Джозеф Бамина. Хуту получили 23 из 33 мест в национальном парламенте, но монарх объявил выборы недействительными. Бамина вскоре также был убит, и монарх тутси назначил своего личного секретаря, Леопольда Биха премьер-министром. Это привело к перевороту хуту, из-за которого мвами бежал из страны, а Биха был ранен. Армия тутси во главе с Мишелем Мичомберо жестко ответила: почти все политики хуту были убиты. Мичомберо взял под свой контроль правительство и несколько месяцев спустя сверг нового мвами, сына предыдущего монарха, и вообще ликвидировал монархию. Затем он угрожал вторжением в Руанду. Военная диктатура сохранялась в Бурунди ещё 27 лет, до следующих свободных выборов в 1993 году.
В 1969 году произошла ещё одна этническая чистка хуту со стороны армии тутси. Ответом стало мощное восстание хуту в 1972 году, переросшее в геноцид, унёсший жизни порядка 200 000 человек. Эта вспышка насилия привела к очередной волне трансграничных беженцев хуту в Руанды из Бурунди, этническая напряженность продолжала расти.
В 1988 году по всей северной части Бурунди прокатилась волна насилия в отношении тутси, и в ответ армия тутси убила около 20 тысяч хуту. Новые потоки беженцев устремились в Танзанию и Конго.

## Гражданская война и геноцид
Значительная часть беженцев тутси присоединилась к силам повстанцев Йовери Мусевени в ходе гражданской войне в Уганде, завершившейся их победой в 1986 году. Среди них были Фред Рвигьема и Поль Кагаме, сформировавшие Руандийский патриотический фронт (РПФ) — группу руандийских повстанцев тутси, сформированную из беженцев. 1 октября 1990 года войска РПФ вторглись в Руанду со своей базы в Уганде. В течение трёх лет боевых действий против правительства хуту и многочисленных перемирий стороны подписали «окончательное» соглашение о прекращении огня в августе 1993 года, известное как Арушские соглашения.
Ситуация обострилась, когда избранный президент Бурунди, Мельхиор Ндадайе, хуту, был убит солдатами тутси в октябре 1993 года. В Бурунди началась ожесточённая гражданская война между тутси и хуту. Этот конфликт перекинулся в Руанду и дестабилизировал хрупкое равновесие. Хотя ООН направила миротворческие силы под названием Миссия Организации Объединённых Наций по оказанию помощи Руанде (UNAMIR), они оказались слабо укомплектованными и в значительной степени неэффективными в условиях гражданской войны. Генерал-лейтенанту сил ООН Ромео Даллеру было отказано в выделении дополнительной войск для предотвращения грядущего геноцида.

### Геноцид в Руанде (1994)

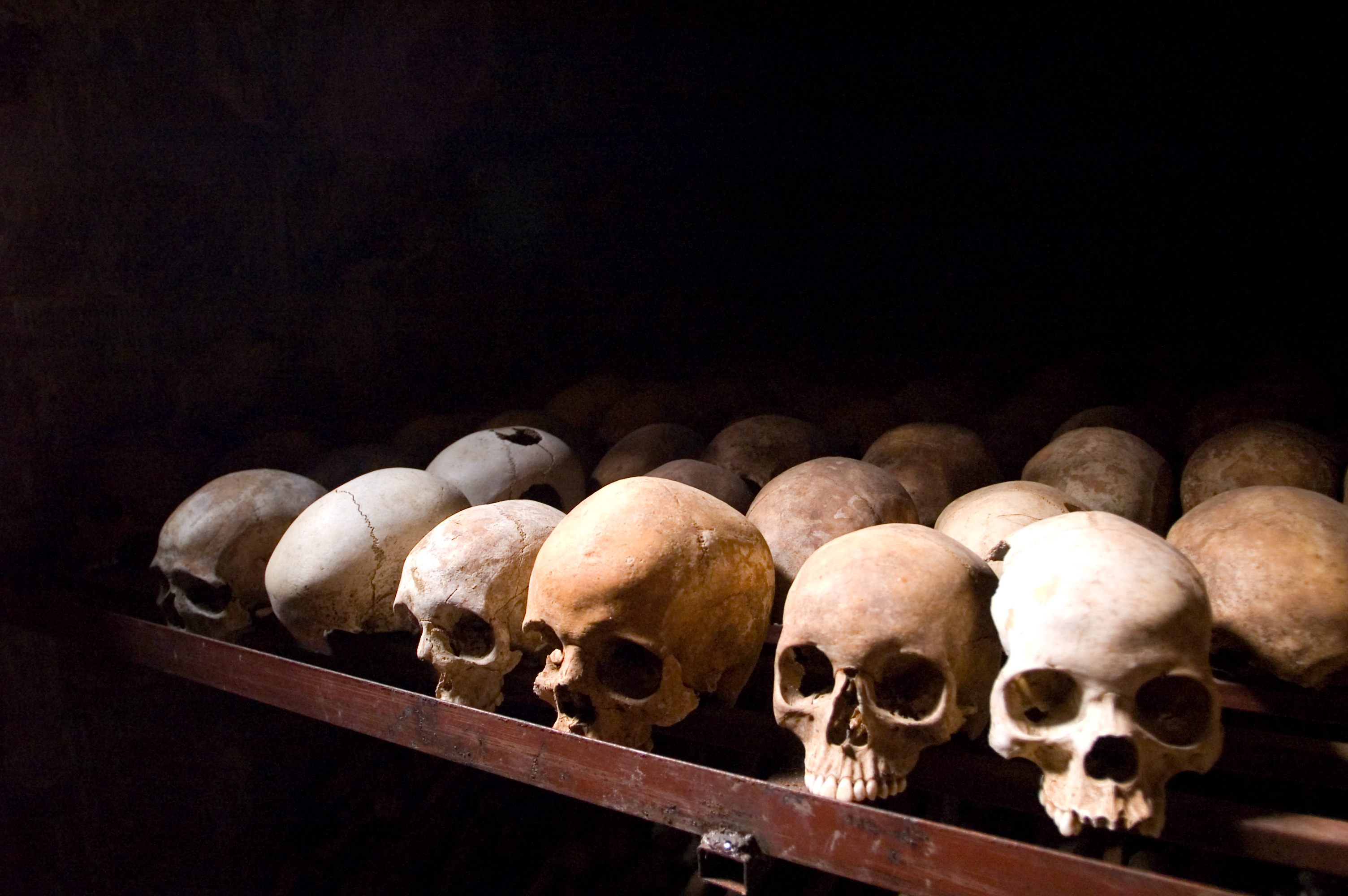
Черепа жертв геноцида.

6 апреля 1994 года самолёт с Жювеналем Хабирариманой, президентом Руанды, и Сиприеном Нтарьямирой, президентом Бурунди, был сбит при заходе на посадку в Кигали. Оба президента погибли в крушении.
Это происшествие всколыхнуло Руанду: оба президента были хуту, и вооружённые группировки хуту начали облавы и убийства тутси, считая их виновными в авиакатастрофе. Волна убийств быстро распространилась от Кигали во все уголки страны. В период между 6 апреля и началом июля развернулся геноцид: организованными группами хуту (интерахамве) было убито от 500 000 до 1 000 000 тутси и умеренных хуту. Даже рядовые граждане были призваны местными чиновниками, чтобы убивать своих соседей. К геноциду подстрекали и СМИ, открыто призывавшие к насилию против тутси.
Узнав о геноциде в Руанде, лидер РПФ Поль Кагаме начал готовить свои подразделения к вторжению в страну из соседних стран. В результате началась гражданская война. Тутси под руководством РПФ начали движение на столицу Кигали и к июню заняли северную, восточную и южную части страны. Тысячи гражданских лиц были убиты в ходе конфликта. Государства-члены ООН отказались отвечать на запросы UNAMIR об расширении контингента миротворцев. Оставшаяся вне контроля РПФ часть страны была оккупирована Францией. Французы официально объясняли высадку своих десантников целями предотвращения массовых убийств, однако фактически резня тутси продолжалась и в контролируемой ими зоне.

## Гражданские войны в Конго и установление мира

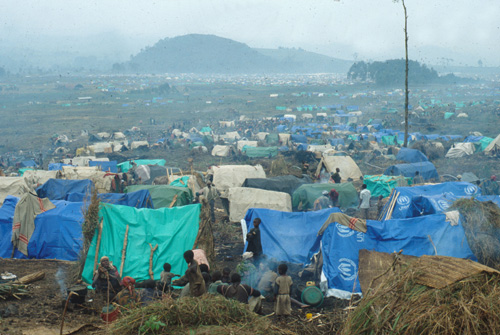
Лагерь руандийских беженцев в восточном Заире, 1994.

В период с июля по август 1994 года войска тутси во главе с Кагаме вошли в Кигали и вскоре после этого захватили остальную часть страны. Геноцид был завершен, однако за пределы страны вновь потянулись беженцы, на этот раз хуту, опасавшиеся возмездия тутси. В соседних Бурунди, Танзании, Уганде и Заире сформировались лагеря беженцев.
После установления контроля над страной Кагаме сформировал правительство национального единства во главе с президентом хуту, Пастером Бизимунгу. Сам Кагаме стал министром обороны и вице-президентом, а также харизматическим лидером страны.
В октябре 1997 года огромное число беженцев — более 600 000 — вернулись обратно в Руанду. За этой массовой репатриацией последовало возвращение ещё 500 000 из Танзании. Не менее 100 000 руандийцев остаются за пределами родины. В Руанде считается, что это остатки разбитой армии бывшего правительства геноцида, их союзники из числа гражданских ополченцев интерахамве. В лесах восточной части Конго остаются и непричастные к геноциду хуту, в частности, в районах Рутшуру, Масиси и Букаву, — они были дезинформированы силами повстанцев, заявлявших, что они будут убиты по возвращении в Руанду. Тем не менее, с тех пор большинство беженцев вернулись, и страна является в целом безопасной для туристов.
Руандийский кофе стал приобретать все большее значение в международном обороте, в его выращивание США вложили 8 миллионов долларов. Руанда на сегодняшний день получает определённый доход от экспорта кофе и чая, хотя ей трудно конкурировать с более крупными производителями. Основным источником дохода, однако, является туризм — в основном, посещение мест обитания горных горилл. Также пользуются интересом туристов национальные парки «Ньюнгве» (один из последних высотных тропических лесов в мире) и Акагера (сафари-парк), а также отдых у озёр Гисеньи и Кибуе.
В 2000 году правительство Пастера Бизимунгу в результате кризиса было распущено, а президент смещен с поста Полем Кагаме. Бизимунгу основал оппозиционную партию PDR, но она была запрещена правительством Кагаме. Бизимунгу был арестован в 2002 году по обвинению в измене, приговорен к 15 годам лишения свободы, но освобожден по президентской амнистии в 2007 году.

### Первая и Вторая конголезские войны
В целях защиты страны от сил хуту интерахамве, которые бежали в восточную часть Заира, войска РПФ вторглись Заир в 1996 году. В этом вторжении союзником Руанды выступили члены Альянса демократических сил за освобождение Конго Лорана Кабилы — давнего врага диктатора Заира Мобуту Сесе Секо. Вторжение были также поддержано угандийскими войсками, вступившими в Заир с северо-востока. Эти события стали известны как Первая конголезская война.
В разгар конфликта Лоран Кабила, чья основная цель состояла в том, чтобы свергнуть Мобуту, двинул войска на Киншасу. В 1997 году Мобуту умер от рака простаты, и Лоран Кабила захватил Киншасу, а затем стал президентом Заира, который он переименовал в Демократическую Республику Конго. После этого Лоран-Дезире Кабила больше не нуждался в союзе с тутси РПФ и войсками Уганды, и в августе 1998 года приказал им покинуть страну. Однако тутси Руанды, ни угандийские войска Йовери Мусевени не имели намерения покинуть Конго, что послужило причиной Второй конголезской войны.
Во время этой войны руандийские тутси попытались аннексировать провинцию Киву, чтобы зачистить её от лагерей беженцев хуту. Уганде и Руанде почти удалось захватить большую часть Демократической Республики Конго. Однако ДРК была членом SADK (Содружество развития южной Африки), и президент Лоран Кабила призвал других её членов на помощь. Так конфликт из регионального перерос во всеафриканский. Помощь конголезцам оказали Ангола и Зимбабве. Объединённая армия смогла вернуть все захваченные руандийцами и угандийцами территории.
Лоран Кабила был убит в 2001 году, и ему наследовал его сын, Жозеф Кабила. 20 июля 2002 года было подписано мирное соглашение в Претории между президентом Жозефом Кабилой и руандийским президентом тутси Полем Кагаме о выводе 20-тысячного контингента руандийской армии, официальном признании организаций тутси на территории Конго, разоружении вооружённых формирований хуту.
В настоящее время в Конго бушует новая война, на этот раз между правительственными войсками президента Кабилы при поддержке миротворцев ООН и повстанцами из «Движения 23 марта», которых поддерживают Руанда и Уганда.

## Руанда сегодня
Руанда сегодня изо всех сил пытается восстановить разрушенную войнами и геноцидом экономику и демонстрирует признаки быстрого экономического развития, однако международная озабоченность нарушениями прав человека в стране не спадает.

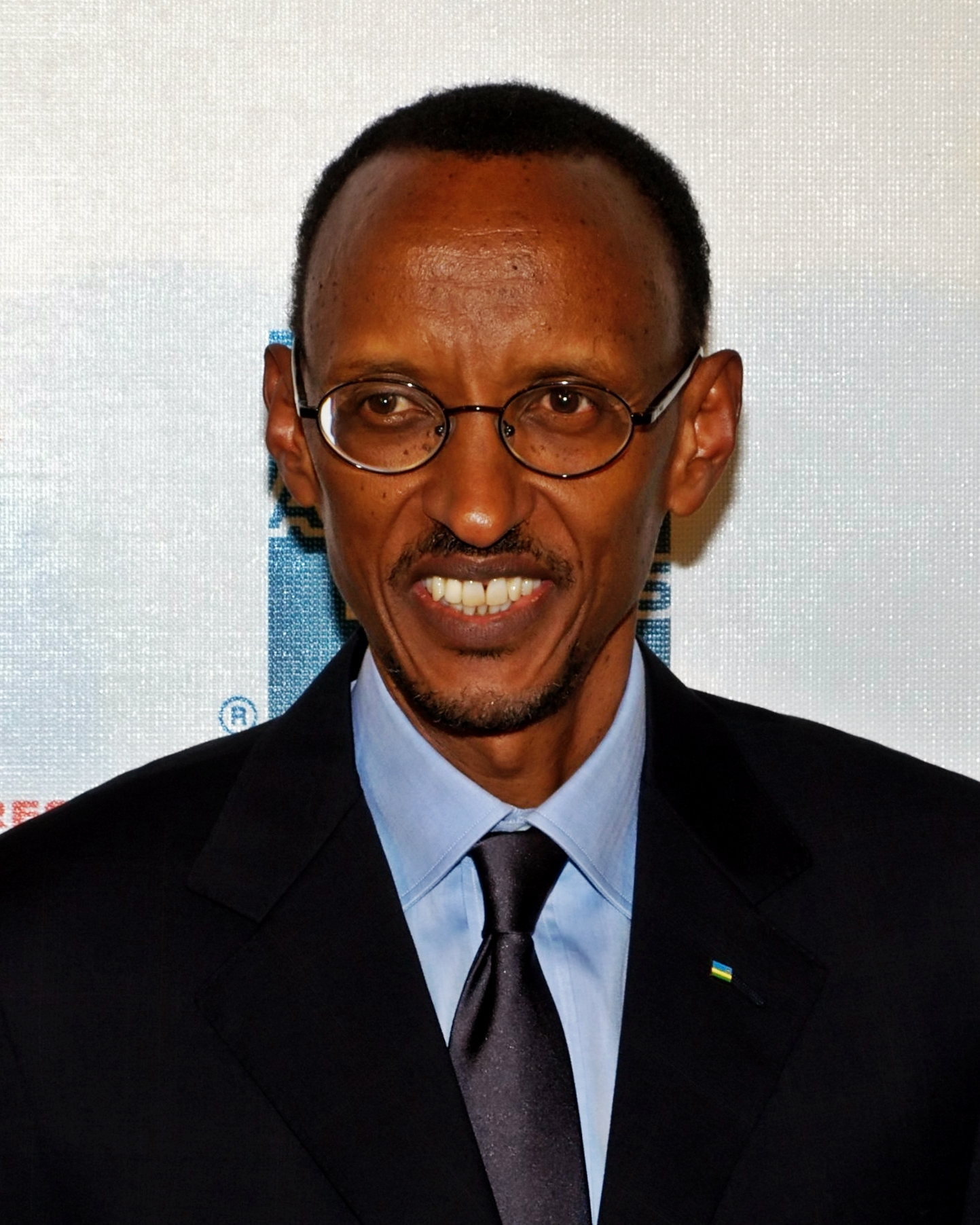
Поль Кагаме — президент Руанды.

Экономически основными партнёрами Руанды являются Бельгия, Германия и Китай. В апреле 2007 года было подписано торговое соглашение между Бельгией и Руандой. Согласно ему, Бельгия вкладывает 25 — 35 млн. € в год в руандийскую экономику и сотрудничает с местным Министерством сельского хозяйства и животноводства. Бельгийцы также помогли в восстановлении рыболовства в озере Киву.
В восточной Руанде Фонд Клинтона, наряду с партнёрами в области здравоохранения, помогает повысить производительность сельского хозяйства, улучшить водоснабжение и медицинское обслуживание, а также способствует развитию международных связей в целях сбыта сельскохозяйственной продукции. С 2000 года правительство Руанды выразило заинтересованность в модернизации инфраструктуры, в том числе, планирует обеспечить высокоскоростной широкополосный интернет по всей стране.
Руанда подавала заявку на вступление в Содружество Наций в 2007 и 2009 годах, тем самым пытаясь дистанцироваться от французской внешней политики. В 2009 году на встрече глав правительств Содружества в Порт-оф-Спейне Руанде было предоставлено членство. Министр иностранных дел Австралии Стивен Смит публично заявил, что это поможет «укрепить верховенство закона и поддержать усилия правительства Руанды по строительству демократии и экономический рост».
Однако с тех пор организация Freedom House не раз выражала обеспокоенность нарушением прав человека в Руанде. В 2010 году Международная Амнистия решительно осудила нападения на оппозиционных политиков в преддверии президентских выборов, ссылаясь на инцидент с Виктуаром Ингабире, президентом Объединённых демократических сил, и его помощником Жозефом Нтавангунди во время сбора регистрационных документов партии у правительственного здания в Кигали. Кандидат в президенты Бернард Нтаганда был арестован 24 июня 2000 года по обвинению в «идеологии геноцида».
Председатель Партии зелёных Руанды Фрэнк Хабинеза также сообщил о том, что получал угрозы. В октябре 2009 года митинг Партии зелёных был разогнан полицией. Всего за несколько недель до выборов, 14 июля 2009 года, Андре Кагва Рвисерека, вице-президент Партии зелёных, был найден мертвым в Бутаре (южная Руанда).
Под жестким контролем властей находятся СМИ. В июне 2009 года журналист газеты «Umuvugizi» Жан-Леонард Ругамбаге был застрелен возле своего дома в Кигали. «Umuvugizi» в то время вело собственное расследование покушения на генерала Фаустина Каюмбу Ньямвасу, находившегося в изгнании в ЮАР. В июле 2009 года Агнес Нкуси Увимана, редактору газеты «Umurabyo», было предъявлено обвинение в «идеологии геноцида». Организация Объединённых Наций, Европейский Союз, США, Франция и Испания публично выразили озабоченность по этому поводу.